# Manuel Arias
Manuel Eduardo Arias (Humahuaca, Virreinato del Río de la Plata, 1785 - San Andrés, Salta, Provincias Unidas del Río de la Plata, 1822) fue un militar y hacendado argentino, destacado participante en la Guerra de Independencia de la Argentina y luego en la llamada Guerra Gaucha.

## Biografía
Su padre Francisco Arias Rengel, era miembro de una encumbrada familia de hacendados y conquistadores jujeños de la Corona española y su madre fue una mujer lugareña conocida como "La Colla" . Su abuelo paterno fue Francisco Gabino Arias Rengel, quien llegó a ser Gobernador del Tucumán , y realizó varias expediciones al Gran Chaco y a Orán a través del abra del Zenta y el valle de San Andrés. De las tierras recibidas en merced a sus servicios al virreinato, Arias Rengel pasó en herencia la hacienda de San Andrés, a su nieto Manuel Eduardo Arias. San Andrés fue una extensa hacienda de 120.000 hectáreas ubicada al oeste de la Quebrada de Humahuaca, del lado salteño de la serranía del Zenta, en el camino de mulas que llevaba desde Humahuaca a Orán, al sur de Iruya,
Se unió a las milicias gauchas que organizaba el general Martín Miguel de Güemes para enfrentar la invasión realista de 1814; se le dio el grado de capitán por ser el jefe de las fuerzas de las fincas de su familia y de la finca de San Andrés. 
Pronto quedó claro que era uno de los jefes más capaces, en campaña y en combate, entre los caudillos gauchos. En 1815 era el lugarteniente de Güemes de las fuerzas de Orán y  Santa Victoria (la zona de Salta que actualmente queda al este de Jujuy).
En la Guerra Gaucha en 1816 fue nombrado comandante de Humahuaca. Durante la denominada "Invasión Grande" realista de 1817 dirigida por José de la Serna , obtuvo el 1 de marzo de 1817 el Triunfo de Humahuaca sobre el coronel realista Guillermo Marquiegui, con lo que quedaron cortadas las comunicaciones de los invasores con el Norte argentino. Con diez combates en 25 días, puso a los realistas en retirada hacia el Alto Perú . Los realistas habían fortificado Humahuaca, convirtiéndola en una avanzada donde acumulaban armas y provisiones. En reconocimiento a tan valerosa acción el Director Supremo Juan Martín de Pueyrredón lo condecoró, a propuesta del general Belgrano con la llamada Estrella de Humahuacay lo ascendió a Teniente Coronel graduado del Ejército.
Días después, recibió a un inesperado visitante: un oficial realista español, el que sería el general Tomás de Iriarte, convencido ya de que los vencedores de esa guerra serían, tarde o temprano, los patriotas. Arias lo envió a Güemes.
Durante la invasión de febrero de 1819 fue derrotado por Olañeta; cuando al día siguiente se le ofreció pasarse a los realistas conservando su grado y sus fuerzas, rechazó el soborno; pero algunos partidarios de Güemes lo acusaron de traición. Por esa razón comenzó a distanciarse de Güemes; y se unió al partido opuesto a éste en Salta, que sería llamado de la Patria Nueva.
A mediados de ese año, el partido de la Patria Nueva organizó una rebelión contra Güemes, de la que participó el coronel Arias. Sometida la sublevación, Arias fue arrestado, juzgado y condenado a muerte con otros patriotas, pero Güemes les conmutó la pena y los desterró.
Pasó al servicio de Bernabé Aráoz en Tucumán , quien lo designó Jefe del Estado Mayor y Jefe de Infantería del ejército de la República del Tucumán. En la Batalla de Rincón de Marlopa, derrotó a las fuerzas güemesinas que se enfrentaron con las de Aráoz. Luego pasó a  Catamarca, de donde expulsó al coronel Saravia, que había invadido esa provincia, y fue designado teniente Gobernador de Catamarca, sujeto a la república del Tucumán.
Caída la efímera república del Tucumán en 1821, volvió a Jujuy bajo la protección del Gobernador de Salta y sucesor de Güemes luego de su muerte, el general José Ignacio Gorriti,  quien lo restituyó como comandante militar y político de la Quebrada de Humahuaca, la Puna y Orán. Fue un fundamental nexo entre los el partido de la Patria Vieja de Güemes y la facción opuesta, que ahora, al mando de Juan Antonio Álvarez de Arenales y de Gorriti respectivamente, pudieron convivir e unir fuerzas para seguir conteniendo las continuas batallas e invasiones realistas en Salta y Jujuy. Pero Arias se había hecho enemigos personales, sobre todo los vencidos cuando fue jefe del ejército de la República del Tucumán.
Fue asesinado a palos en junio de 1822 en San Andrés, Provincia de Salta, durante una emboscada en la que se incendió la casa donde pernoctaba, por el oficial salteño Mariano Abán.
En el Expediente abierto para investigar el asesinato de Arias, se determinó que Abán actuó en complicidad con algunos lugareños que tenían un fuerte encono contra Arias “por razones de cobro de arriendos de parcelas rurales de San Andrés, de las que era propietario el Coronel Arias, este habría producido el enojo de algunos de ellos, como los hermanos Pascual y Vicente Tejerina, así como Bartolo y Martín Condorí (…) Que como existieran otros enojos y resentimientos por diversas causas, agregados al miedo de que Arias cumpliera sus reiteradas amenazas de fusilar a varios de ellos, resolvieron adelantársele y aprovechando la presencia del Coronel en casa de Velázquez, en la oscuridad de la noche complotaron a la demás gente y procedieron a intimar su rendición. Que como Arias se defendió a tiros desde dentro de la casa, le prendieron fuego. Que recién cuando la misma se desplomaba apareció Arias al cual ultimaron a palos”.
De esta manera se perdió para la gesta independentista a uno de sus más fervorosos defensores, “a quien la Sala de Representantes de Salta llamaría en 1823 gloria y honor de la provincia”
En julio de 2016 fue ascendido post mortem al rango de General de la Nación.